# Serie A Élite 2025-2026 (rugby a 15 maschile)
La Serie A Élite 2025-26 è la 96ª edizione del campionato nazionale italiano di rugby a 15 di prima divisione.
Si tiene dall'11 ottobre 2025 al 30 maggio 2026 tra 10 squadre che si incontrano nella stagione regolare per decidere le quattro qualificate ai play-off.
L'ultima classificata nella stagione regolare retrocede in serie A 2026-27.
Il campionato presenta un'esordiente assoluta, il Biella, vincitore del campionato di serie A 2024-25 e per la prima volta in massima divisione dal 1977, anno di sua fondazione
Il valore delle marcature, come stabilito da World Rugby nel 2017, è: 5 punti per ciascuna meta (7 se trasformata), 7 punti per la meta tecnica, 3 punti per la realizzazione di ciascun calcio piazzato, idem per il drop.

## Squadre partecipanti
| Club       | Sponsor             | Città           | Impianto interno          |
| ---------- | ------------------- | --------------- | ------------------------- |
| Biella     | Meter Bearings      | Biella          | Cittadella del Rugby      |
| Colorno    | HBS                 | Colorno         | Stadio Gino Maini         |
| Fiamme Oro |                     | Roma            | C.S. P.S. Ponte Galeria   |
| Lyons      | Sitav               | Piacenza        | Stadio Walter Beltrametti |
| Mogliano   | Banca CMB           | Mogliano Veneto | Stadio Maurizio Quaggia   |
| Petrarca   | Argos               | Padova          | CS Memo Geremia           |
| Rovigo     | FEMI-CZ             | Rovigo          | Stadio Mario Battaglini   |
| Valorugby  | E80 Group           | Reggio Emilia   | Stadio Mirabello          |
| Viadana    | Coenergia           | Viadana         | Stadio Luigi Zaffanella   |
| Vicenza    | Rangers Battistolli | Vicenza         | Rugby Arena               |

## Stagione regolare

### Risultati
| 11-10-2025 | 1ª/10ª giornata       | 31-1-2026 |
| ---------- | --------------------- | --------- |
|            | Colorno – Valorugby   |           |
|            | Fiamme Oro – Biella   |           |
|            | Rovigo – Lyons        |           |
|            | Viadana – Mogliano    |           |
|            | Vicenza – Petrarca    |           |
|            |                       |           |
| 1-11-2025  | 4ª/13ª giornata       | 21-3-2026 |
|            | Lyons – Biella        |           |
|            | Mogliano – Fiamme Oro |           |
|            | Petrarca – Rovigo     |           |
|            | Valorugby – Viadana   |           |
|            | Vicenza – Colorno     |           |
|            |                       |           |
| 10-1-2026  | 7ª/16ª giornata       | 11-4-2026 |
|            | Biella – Vicenza      |           |
|            | Fiamme Oro – Colorno  |           |
|            | Lyons – Valorugby     |           |
|            | Petrarca – Mogliano   |           |
|            | Rovigo – Viadana      |           |

| 18-10-2025 | 2ª/11ª giornata      | 14-2-2026 |
| ---------- | -------------------- | --------- |
|            | Biella – Viadana     |           |
|            | Lyons – Fiamme Oro   |           |
|            | Mogliano – Rovigo    |           |
|            | Petrarca – Colorno   |           |
|            | Valorugby – Vicenza  |           |
|            |                      |           |
| 6-12-2025  | 5ª/14ª giornata      | 28-3-2026 |
|            | Biella – Mogliano    |           |
|            | Fiamme Oro – Vicenza |           |
|            | Lyons – Petrarca     |           |
|            | Rovigo – Valorugby   |           |
|            | Viadana – Colorno    |           |
|            |                      |           |
| 17-1-2026  | 8ª/17ª giornata      | 18-4-2026 |
|            | Colorno – Lyons      |           |
|            | Rovigo – Biella      |           |
|            | Valorugby – Petrarca |           |
|            | Viadana – Fiamme Oro |           |
|            | Vicenza – Mogliano   |           |

| 25-10-2025 | 3ª/12ª giornata        | 14-3-2026 |
| ---------- | ---------------------- | --------- |
|            | Biella – Valorugby     |           |
|            | Colorno – Mogliano     |           |
|            | Fiamme Oro – Petrarca  |           |
|            | Rovigo – Vicenza       |           |
|            | Viadana – Lyons        |           |
|            |                        |           |
| 13-12-2025 | 6ª/15ª giornata        | 4-4-2026  |
|            | Colorno – Rovigo       |           |
|            | Mogliano – Lyons       |           |
|            | Petrarca – Biella      |           |
|            | Valorugby – Fiamme Oro |           |
|            | Vicenza – Viadana      |           |
|            |                        |           |
| 24-1-2026  | 9ª/18ª giornata        | 25-4-2026 |
|            | Biella – Colorno       |           |
|            | Fiamme Oro – Rovigo    |           |
|            | Lyons – Vicenza        |           |
|            | Mogliano – Valorugby   |           |
|            | Petrarca – Viadana     |           |

### Classifica
| Pos | Squadra    | G | V | N | P | PF | PS | DP | BMP | Pt |
| --- | ---------- | - | - | - | - | -- | -- | -- | --- | -- |
| 1   | Biella     | 0 | 0 | 0 | 0 | 0  | 0  | 0  | 0   | 0  |
| 2   | Colorno    | 0 | 0 | 0 | 0 | 0  | 0  | 0  | 0   | 0  |
| 3   | Fiamme Oro | 0 | 0 | 0 | 0 | 0  | 0  | 0  | 0   | 0  |
| 4   | Lyons      | 0 | 0 | 0 | 0 | 0  | 0  | 0  | 0   | 0  |
| 5   | Mogliano   | 0 | 0 | 0 | 0 | 0  | 0  | 0  | 0   | 0  |
| 6   | Petrarca   | 0 | 0 | 0 | 0 | 0  | 0  | 0  | 0   | 0  |
| 7   | Rovigo     | 0 | 0 | 0 | 0 | 0  | 0  | 0  | 0   | 0  |
| 8   | Valorugby  | 0 | 0 | 0 | 0 | 0  | 0  | 0  | 0   | 0  |
| 9   | Viadana    | 0 | 0 | 0 | 0 | 0  | 0  | 0  | 0   | 0  |
| 10  | Vicenza    | 0 | 0 | 0 | 0 | 0  | 0  | 0  | 0   | 0  |

## Play-off
|  | Semifinali | Semifinali | Semifinali | Semifinali |  |  | Finale | Finale | Finale |  |
|  |            |            |            |            |  |  |        |        |        |  |
|  | 1          | TBD        | TBD        | TBD        |  |  |        |        |        |  |
|  | 4          | TBD        | TBD        | TBD        |  |  | TBD    | TBD    | TBD    |  |
|  | 2          | TBD        | TBD        | TBD        |  |  | TBD    | TBD    | TBD    |  |
|  | 3          | TBD        | TBD        | TBD        |  |  |        |        |        |  |

### Semifinali
| 9 / 10 maggio 2026 Semifinale 1 andata |  | – |  |  |

| 9 / 10 maggio 2026 Semifinale 2 andata |  | – |  |  |

| 16 / 17 maggio 2026 Semifinale 1 ritorno |  | – |  |  |

| 16 / 17 maggio 2026 Semifinale 2 ritorno |  | – |  |  |

### Finale
| 29 / 30 maggio 2026 |  | – |  |  |